# 아빈스크
아빈스크(러시아어: Аби́нск)는 크라스노다르 지방 아빈스키군에 속한 도시이름이다.
아빈강(쿠반강의 지류)이 흐르고, 크라스노다르 - 아나파를 연결하는 고속도로가 지나가는 곳이다. 크라스노다르에서는 80 km지점에, 크림스크에서는 12 km지점에 위치해 있다.
인구는 3만 3,700명(2003년)이다.
시장은 바실리예프 알렉산드르 티모페예비치(Васильев Александр Тимофеевич)이다.